# جنرالبلان أوست

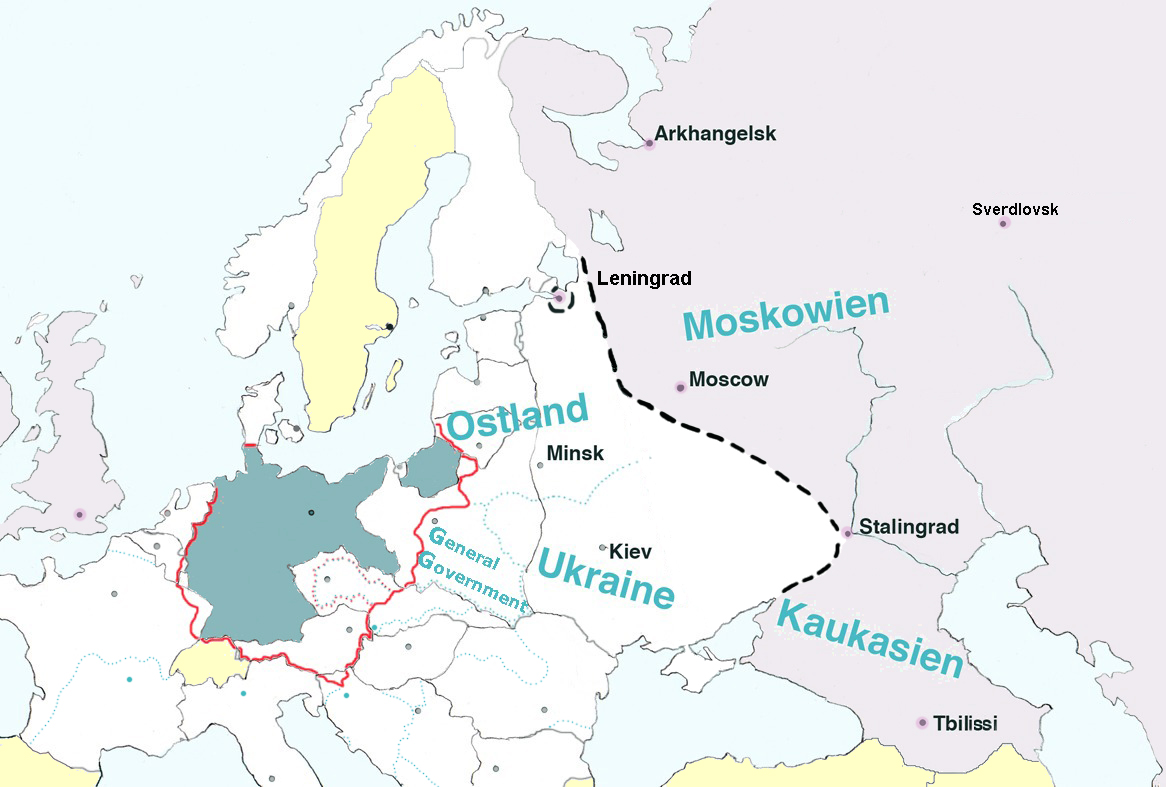
خريطة أوروبا بحدود ما قبل الحرب العالمية الثانية وتظهر المخطط الرئيسي للجنرالبلان أوست.
التفسير:
الرمادي الغامق – ألمانيا (Deutsches Reich)؛ الخط الأسود المنقوط – امتداد المخطط المعروف باسم "الموجة الاستيطانية الثانية" (zweiten Siedlungsphase). الرمادي الفاتح – الامتداد الإقليمي المقترح للرايخكوميساريات وهي وحدات حكومية (اسمائها بالأزرق) وهي أوستلاند (1941-1945)، أوكرانيا (1941-1944)، موسكوفن (لم تُنشئ)، وكافكازن (لم تُنشئ).

جنرالبلان أوست (بالألمانية: Generalplan Ost وتعني الخطة الرئيسية للشرق وتُعرف اختصارا بـGPO) مخطط نازي سري لاستعمار شرق أوروبا تم وضع الأسس القائمة عليه مسبقا وتمثلت في أعمال الإبادة الجماعية والتطهير العرقي على نطاق واسع في الأراضي التي تم استولت عليها ألمانيا في أوروبا الشرقية خلال الحرب العالمية الثانية، وتمثلت في إبادة الغالبية العظمى من الشعوب السلافية في أوروبا، وتم وضع هذه الخطة في الفترة ما بين عامي 1939 و1942 والتي شكّلت جزءا من الحركة النازية المسماة بالليبنسراوم التي تزعمها أدولف هتلر وكذلك العقيدة الألمانية المزعومة درانغ ناخ أوستين (بالألمانية: Drang nach Osten أو المسير نحو الشرق) وهي الأيديولوجية الألمانية الداعمة للتوسع الألماني على حساب دول شرق أوروبا وكلتاهما كانتا جزئين من النظام النازي الجديد.

## وصلات خارجية
- مصادر وثائقية بخصوص Generalplan Ost
- مخططات هتلر بشأن أوروبا الشرقية
- (بالألمانية)

```
Vertreibung - Der Generalplan Ost der Nationalsozialisten
 
نسخة محفوظة
 9 يونيو 2009 على موقع 
واي باك مشين
.
```

- (بالألمانية)

```
النص الكامل لـ 
Generalplan Ost
 بالألمانية
```